# Krazy Ivan
Krazy Ivan ist ein Ego-Shooter des britischen Entwicklerstudios Psygnosis für PlayStation, Windows und Sega Saturn aus dem Jahr 1996.

## Handlung
Die Handlung wird durch mit Schauspielern inszenierte Videos und Cutscenes zwischen den Missionen erzählt und ist humoristisch inszeniert. Der Spieler übernimmt Rolle von Ivan Popovich, genannt Krazy Ivan, einem sibirischen Mech-Piloten, der die Erde vor einer Alieninvasion bewahren muss. In insgesamt fünf Missionen in unterschiedlichen Weltregionen (Sibirien, Saudi-Arabien, Frankreich, USA und Japan) muss der Spieler mit dem von ihm gesteuerten Mech die feindlichen Invasoren zurückschlagen.

## Spielprinzip
Das Spiel wird aus einer Cockpitansicht in der Ego-Perspektive präsentiert. Der Spieler steuert seinen Mech direkt durch die dreidimensionalen, arena-artig gestalteten Umgebungen. Sämtliche Missionen sind ähnlich aufgebaut. Zuerst müssen drei mittlere Gegner erledigt werden, die von zahlreichen kleineren Gegnern unterstützt werden. Während der Spieler mit seinem Mech durchgängig vom Boden aus kämpft, kann es sich bei den feindlichen Einheiten auch um schwebende und Flugeinheiten handeln. Die zerstörten Kontrahenten hinterlassen Upgrades, mit denen die Ausstattung des eigenen Kampfmech aufgestockt werden kann. Einige Gegner setzen nach der Zerstörung Geiseln frei, die der Spieler anschließend aufnehmen und so in Sicherheit bringen muss, wofür er Punkte erhält. Zum Abschluss der Mission muss anschließend noch eine Schutzschirmgenerator zerstört werden. Zwischen den Missionen kann die Ausrüstung des Mechs mit Hilfe der verdienten Punkte aufgerüstet und ein Spielstand gespeichert werden.
Das Spiel kann auf PlayStation per Link-Kabel und auf dem PC per Modem oder Netzwerk zu zweit gegeneinander gespielt werden, beide Spieler müssen dafür im Besitz einer Spiel-CD sein.

## Entwicklung
Das Spiel wurde von Psygnosis als Spaßspiel konzipiert, das sich selbst nicht sonderlich ernst nimmt. Dazu zählt auch die Verwendung des Discolieds Le Freak von Chic. Der restliche Soundtrack des Spiels ist dagegen elektronisch und stammt aus der Feder des Videospiel-Komponisten Tim „CoLD SToRAGE“ Wright (Wipeout). Diese Stücke basieren größtenteils auf Samples von Kurzwellenradios und kurzen Tonschnipseln aus Science-Fiction-Filmen.

## Rezeption
Das Spiel erhielt lediglich durchwachsene Kritiken. Insbesondere der geringe Spielumfang und die fehlende Abwechslung bei der Missionsgestaltung gab vielen Testern Anlass zur Kritik. Daneben gab es Kritik an der technischen Umsetzung, die als handwerklich unsauber oder inkompetent bezeichnet wurde. Erwähnt wurden unter anderem kurze Ruckler während des Spiels, Clipping-Fehler, die geringe Auflösung des Spiels oder die neblige Umgebung, die lediglich das später Aufpoppen der Texturen kaschieren solle. Die meisten Tester bescheinigten dem Spiel trotz aller Kritikpunkte einen zumindest kurzweiligen Unterhaltungswert, obwohl es dem Titel letztlich an herausragenden Merkmalen fehle.

“In the end, Krazy Ivan is a good, solid game. It's just a little too short.”

„Letztlich ist Krazy Ivan ein gutes, solides Spiel. Es ist nur ein wenig zu kurz“

„Kurzum: Ivan ist ein Charakter zum Verlieben, der technisch allerdings äußerst dumm aus der metallenen Unterwäsche schaut“

„Krazy Ivan ist ein gutes Actionspiel mit schnell steigendem Schwierigkeitsgrad […], schicken Effekten und gelungenem Sound.“

Die Codebasis von Krazy Ivan diente später als Grundlage der Weltraum-Flugsimulationen Colony Wars und Colony Wars: Vengeance.